# Maurice Allard
Maurice Allard (1923 - 2004). Fagotista virtuoso francés.
Profesor de fagot en el Conservatorio Superior de Música de París y defensor a ultranza del sistema francés o Buffet. Consultor técnico en la fábrica de instrumentos Buffet Crampón de París. Para él han sido escritas numerosas obras para el instrumento que nos ocupa.